# ライヴ辺野古
ライヴ辺野古（LIVE HENOKO）は、2008年3月5日に発売された、ソウル・フラワー・ユニオンとソウル・フラワー・モノノケ・サミットによる、初のライヴ映像作品。

## 解説
2007年2月24＆25日、ソウル・フラワーの伊丹英子やDUTY FREE SHOPP.の知花竜海らが中心になって、新たな米軍基地建設計画で揺れる沖縄・辺野古ビーチ（在日米軍海兵隊基地キャンプ・シュワブそば）にて『PEACE MUSIC FESTA！』が主催された。
主旨に賛同した多くのミュージシャンが参加した中、2DAYSの両日出演したソウル・フラワー・ユニオンとソウル・フラワー・モノノケ・サミットがのちに「これは作品として記録しておくべきだ」と感じ、有志達との手作りで作り上げられた映像作品である。オーディエンス・マイク一本のDAT録音、偶然数人が撮っていたハンディ・カメラでの撮影の編集と、映像作品としては素朴だが、数少ない彼らのライヴ記録として本作は貴重である（メンバー自身が「2007年ベスト・ライヴ」にあげていた）。
また、本作には「辺野古節」の4ヴァージョンが収録されたマキシ・シングルが収録されたボーナス・ディスク、44ページ・ブックレット、辺野古のドキュメンタリー映像の特典などが付いている。
なお、本作品の売上の一部は、沖縄・辺野古での米軍基地建設阻止行動にカンパされた。

## 収録曲

### 映像
1. 聞け万国の労働者
2. アリラン
3. 魂花トゥルルンテン
4. ヒヤミカチ節
5. 満月の夕
6. インターナショナル
7. 新世紀平和節
8. さよなら港
9. 松葉杖の男
10. 荒れ地にて
11. 風の市
12. 神頼みより安上がり
13. エエジャナイカ
14. 海行かば 山行かば 踊るかばね
15. 辺野古節
16. ラヴィエベル〜人生は素晴らしい!

### CD
1. 辺野古節＜ユニオン・ヴァージョン＞
2. 辺野古節＜ダンシング・ジュゴン・ミックス＞
3. 辺野古節＜ネイキッド・ヴァージョン＞
4. 辺野古節＜ユニオン・ヴァージョン＞(インスト)